# Suliszewice (Łódź)
Pour les articles homonymes, voir Suliszewice.
Suliszewice est une localité polonaise de la gmina de Błaszki, située dans le powiat de Sieradz en voïvodie de Łódź.